# City of Heroes
City of Heroes (Ciutat dels herois), és un videojoc basat en el gènere dels superherois. Va ser desenvolupat per Cryptic Studios i publicat per NCsoft.
El joc va ser llançat als Estats Units el 27 d'abril de 2004, i a França, Alemanya i Gran Bretanya (per NCsoft Europa) el 4 de febrer de 2005. A aquests li seguirien Escandinàvia, Itàlia, Espanya i Benelux. Una beta oberta coreana de City of Heroes, titulat City of Hero, va ser llançat el 18 de gener de 2006. La primera seqüela del joc, City of Villains (Ciutats dels malvats), va ser llançada el 31 d'octubre de 2005, permetent als jugadors prendre el rol de superdolent. Onze importants actualitzacions, anomenades Números (Issues), han sortit des del seu llançament, amb més en camí per al joc i la seva seqüela. Estava planificada una expansió, la qual es vendria en botigues per a tots dos jocs en el 2007, però finalment es va decidir dividir-lo en 3 Números, sent el número 8 el primer d'ells.
Els jugadors creen personatge del tipus superheroi que poden unir forces al costat d'altres per combatre a diversos dolents a la ciutat Paragon (que significa "model") i les seves àrees veïnes. Els herois han de lluitar contra membres de diverses bandes i organitzacions a més de completar missions que els assignen els personatge no-jugador per tal d'acumular punts d'experiència (comunament anomenats EXP o XP) i augmentar el seu nivell.